# 军人机密
《军人机密》是一部中国大陆电视剧。2004年播出。

## 剧情
故事橫跨國共戰爭末期直到1980年代末經濟起飛、新軍事改革為止，描寫兩個軍人家庭在動盪大時代中各種誤會與情仇，但始終不渝的愛國情懷為最高價值，終於一次次戰勝誤會與個人小利。
1947年，第二次国共内战中，中国人民解放军旅长贺子达的妻子杨怡即将临盆。贺子达和姜佑生從小是好友，兩人的妻子杨怡和楚风屏也是好友。有一天，上级密电姜佑生，杨怡曾在白区工作时被捕已經叛变，人证物证俱全，令姜相机处置。姜数次核实无误，决定带怀孕的杨怡突围，待其生下孩子后执行枪决。
突围中，杨怡生下一子，用手槍自殺；孩子被一鄉民救走收養，取名张根生。贺子达誤以為妻儿都死在姜佑生手中，結下仇怨。楚风屏为安慰贺子达，谎称其子还活着，把自己刚刚出生的儿子送给贺子达。兩個家庭長達半世紀的糾結與恩怨由此展開。

## 制作人员
- 导演：张黎
- 编剧：海波

## 演员阵容
| 演員   | 角色          | 简介                             | 備註         |
| ------ | ------------- | -------------------------------- | ------------ |
| 王学圻 | 贺子达        |                                  |              |
| 薛 山  | 姜佑生        |                                  |              |
| 刘 蓓  | 楚风屏        |                                  |              |
| 李易祥 | 贺解放        | 幼名大碾子，田大年的儿子         |              |
| 王 彤  | 杨 怡         | 贺子达的妻子                     | 一人分饰两角 |
| 王 彤  | 姜乔乔        |                                  |              |
| 李光洁 | 张根生/贺仪生 | 贺子达和杨仪的儿子               |              |
| 郑 铮  | 谢石娥        |                                  |              |
| 纪 军  | 田大年        |                                  |              |
| 张 岩  | 田 嫂         |                                  |              |
| 耿圣凯 | 田支前        | 幼名小碾子，姜佑生和楚风屏的儿子 |              |
| 李心敏 | 谢石榴        |                                  |              |
| 张晶晶 | 盼 盼         |                                  |              |
| 吴秀波 | 司马童        |                                  |              |

## 评价風波
编剧、原作者海波认为该剧改编已完全背离了他原作的主题：“改编后的作品已经看不出原作的面目，对原作构成颠覆性的改变，已不局限于某一个细节问题。当初签约时有明确规定，要力求依据原作，电视剧对我原作已构成一种侵害与违约。”。
记者也采访了该剧出品人刘文武，他在赞赏海波原作的同时表示，对原作做完整再现难度太大，这部历经磨难两度下马的作品，对改编视角做处理另有原由，他承认改编后电视剧的确在审美水准上不如原作，并就此向海波表示歉意。